# Ballester-Molina
Баллестер-Молина (исп. Ballester-Molina) — самозарядный пистолет под патрон .45 ACP, до 1940 года носил обозначение Ballester-Rigaud. Разработан на базе американского «Кольта» M1911 французским инженером Rorice Rigaud. Производился машиностроительным и оружейным департаментом HAFDASA (Hispano Argentina Fábrica de Automotores Sociedad Anonima) аргентинской компании Hispano-Argentina под названием Ballester-Rigaud. Пистолет стоял на вооружении вооружённых сил Аргентины, Великобритании и других стран вплоть до начала 80-х годов. Обозначение пистолета происходит от имён основателей компании Артуро Баллестера (исп. Arturo Ballester) и Эухенио Молины (исп. Eugenio Molina).
В годы войны пистолеты поставлялись в Великобританию, где довольно успешно использовался подразделениями коммандос. Активно использовался полицейскими подразделениями Аргентины до 80-х годов XX века.